# Cadmus et Hermione
Cadmus et Hermione este o tragedie lirică, formată dintr-un prolog și cinci acte, al cărei autor e Jean-Baptiste Lully. În limba franceză, libretul este creat de Philippe Quinault, după opera lui Ovidiu, Metamorfoze. Prima reprezentație a fost dată de Opera din Paris, pe 27 aprilie 1673, în cadrul jocurilor de tenis regal de la Béquet.
Prologul, în cinstea Regelui Ludovic al XIV-lea, îl reprezintă pe acesta în chipul lui Apollo ucigând Șarpele Piton din Delphi. Opera în sine se referă la povestea de dragoste a lui Cadmus, legendarul fondator și rege al Tebei, Grecia, și Hermione (Harmonia), fiica lui Venus și Marte. Mai apar personaje ca: Atena, Cupidon, Juno și Jupiter.
Cu Cadmus et Hermione, Lully a inventat forma numită tragedie lirică. Lully a încorporat, de la opera venețiană contemporană, elemente de comedie specifice servitorilor, elemente pe care, ulterior, le va evita, așa cum vor face și viitorii reformatori din opera italiană.
O transcriere contemporană a uverturii, realizată de Jean Henri d’Anglebert, rămâne o posibilă variantă a repertoriului de clavecin.
La începutul lui 2008, ansamblul francez Le Poème Harmonique au avut o reprezentație a acestei tragedii la Opera din Paris și Rouen, dar și în alte locații.